# Thylacinus megiriani
Thylacinus megiriani — вид вимерлих сумчастих ссавців родини Тилацинових (Thylacinidae), що жив у пізньому міоцені. Викопані рештки знайдені у Алькуті, штат Північна Територія (Австралія). Хоча були ліси й постійно була вода там у часи Т. megiriani, близько 8 мільйонів років тому, палеонтологи виявили безліч скам'янілих кісток, щільно упакованих разом від тварин, які померли протягом лише кількох років. Припускається, що стався період дуже непередбачуваного клімату в Алькуті під час пізнього міоцену і що не було, або майже не дощу протягом кількох років у цьому районі.